# Saara (bei Gera)

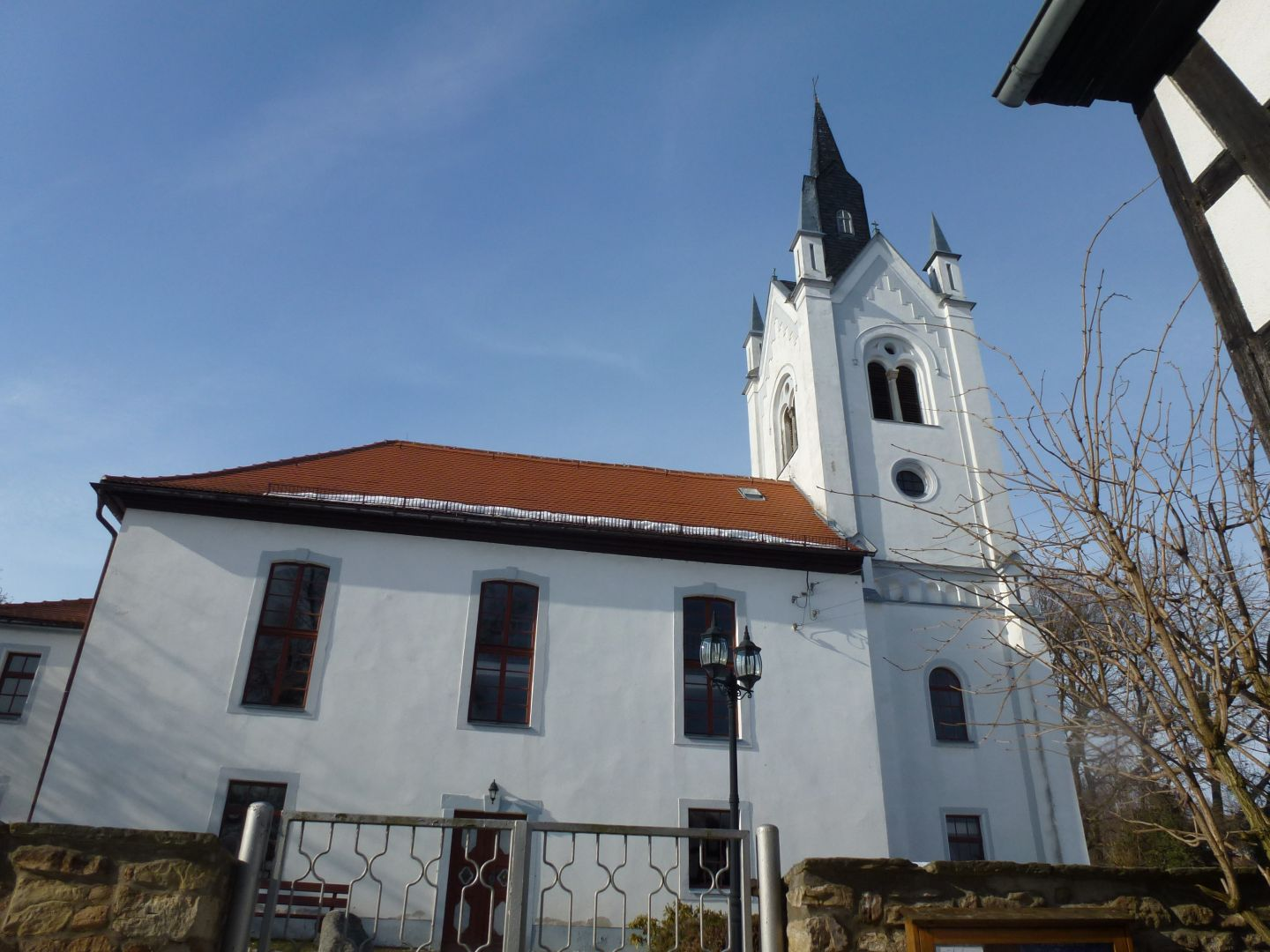
Kirche in Großsaara

Saara ist eine Gemeinde im Landkreis Greiz in Thüringen. Sie gehört zur Verwaltungsgemeinschaft Münchenbernsdorf.

## Geographie

### Gemeindegliederung
Zur Gemeinde Saara gehören  Großsaara, Kleinsaara und Geißen.

### Nachbargemeinden
Angrenzende Gemeinden sind Hundhaupten, Münchenbernsdorf, Kraftsdorf und Lindenkreuz im Landkreis Greiz sowie die kreisfreie Stadt Gera.

## Geschichte

### Gemeindefusion
Am 1. Juli 1950 wurden die bis dahin eigenständigen Gemeinden Geißen, Großsaara und Kleinsaara zur neuen Gemeinde Saara zusammengeschlossen.

### Einwohnerentwicklung
Entwicklung der Einwohnerzahl (31. Dezember):
| 1991: –   | 2001: 733 | 2011: 625 | 2021: 583 |
| 1992: –   | 2002: 728 | 2012: 614 | 2022: 582 |
| 1993: –   | 2003: 703 | 2013: 610 | 2023: 585 |
| 1994: 740 | 2004: 686 | 2014: 611 |           |
| 1995: 746 | 2005: 675 | 2015: 606 |           |
| 1996: 756 | 2006: 641 | 2016: 603 |           |
| 1997: 768 | 2007: 618 | 2017: 592 |           |
| 1998: 775 | 2008: 591 | 2018: 595 |           |
| 1999: 751 | 2009: 577 | 2019: 583 |           |
| 2000: 734 | 2010: 590 | 2020: 588 |           |

 Datenquelle: Thüringer Landesamt für Statistik

## Wirtschaft und Infrastruktur

### Wasserver- und Abwasserentsorgung
Die Gemeinde Saara ist Mitglied im Zweckverband Wasser / Abwasser Mittleres Elstertal. Dieser übernimmt für die Gemeinde die Trinkwasserversorgung und Abwasserentsorgung.